# 대한민국 형법 제138조
대한민국 형법 제138조는 법정 또는 국회회의장모욕에 대한 형법각칙의 조문이다.

## 조문
제138조(법정 또는 국회회의장모욕) 법원의 재판 또는 국회의 심의를 방해 또는 위협할 목적으로 법정이나 국회회의장 또는 그 부근에서 모욕 또는 소동한 자는 3년 이하의 징역 또는 700만원 이하의 벌금에 처한다. <개정 1995.12.29>

第136條(公務執行妨害) ① 職務를 執行하는 公務員에 對하여 暴行 또는 脅迫한 者는 5年 以下의 懲役 또는 1千萬원 이하의 罰金에 處한다.

②公務員에 對하여 그 職務上의 行爲를 強要 또는 阻止하거나 그 職을 辭退하게 할 目的으로 暴行 또는 脅迫한 者도 前項의 刑과 같다.

## 참고 문헌
- 김재윤, 손동권, 새로운 형법각론, 율곡출판사, 2013. ISBN 978-89-974283-4-2

## 같이 보기
- 공무집행방해죄